# Barázdás korallgomba
A barázdás korallgomba (Clavulina rugosa) a Clavulinaceae családba tartozó, Európában és Észak-Amerikában honos, nem ehető gombafaj.

## Megjelenése
A barázdás korallgomba termőteste 4-8 (12) cm magas, változatos, szabálytalan megjelenésű, korallszerű, rövid tönkrészből elágazó vagy lapított bunkó formájú. Csak kevéssé elágazó, vagy rövid kinövései vannak. Ágai lapítottak, csúcsa felé megvastagodhat, vagy ki is hegyesedhet. Színe fehér, krém- vagy okkerszínű, száraz időben inkább a felső része szürkéssárga árnyalatú lehet. Felszíne rücskös, árkos, hosszanti barázdákkal; itt termeli a spórákat.
Húsa fiatalon törékeny, később hajlékony, lágy. Színe fehér, esetleg krémsárgás, szürkéssárgás árnyalattal. Szaga, íze nem jellegzetes.
Spórapora fehér. Spórái széles ellipszis, majdnem gömb alakúak, felszínük sima, méretük 8,5-13,5 x 7,8-12 µm.

### Hasonló fajok
A nemzetség többi tagjával téveszthető össze. A szürke korallgomba szürkés színű és hosszabb ágú; a fésűs korallgomba hasonló színű, de sokszor elágazó, tüskés külsejű. A Ramaria fajok nagyobbak és többnyire színesebbek. A Calocera fajok kisebbek, felszínük nyálkás. 

## Elterjedése és termőhelye
Európában (inkább az északi országokban gyakori), Észak-Amerikában és a világ egyéb, mérsékelt övi régióiban honos. Magyarországon gyakori. Nedves erdei talajon, nagyobb tisztásokon él. Inkább a hegyvidéki fenyőerdőkben gyakori, de a savanyú talajú vegyes erdőkben is megtalálható. Nagy csoportokban, összenőve is előfordulhat. Júniustól októberig terem.
Nem mérgező, de kis mérete, jellegtelen íze miatt gasztronómiai szempontból jelentéktelen.

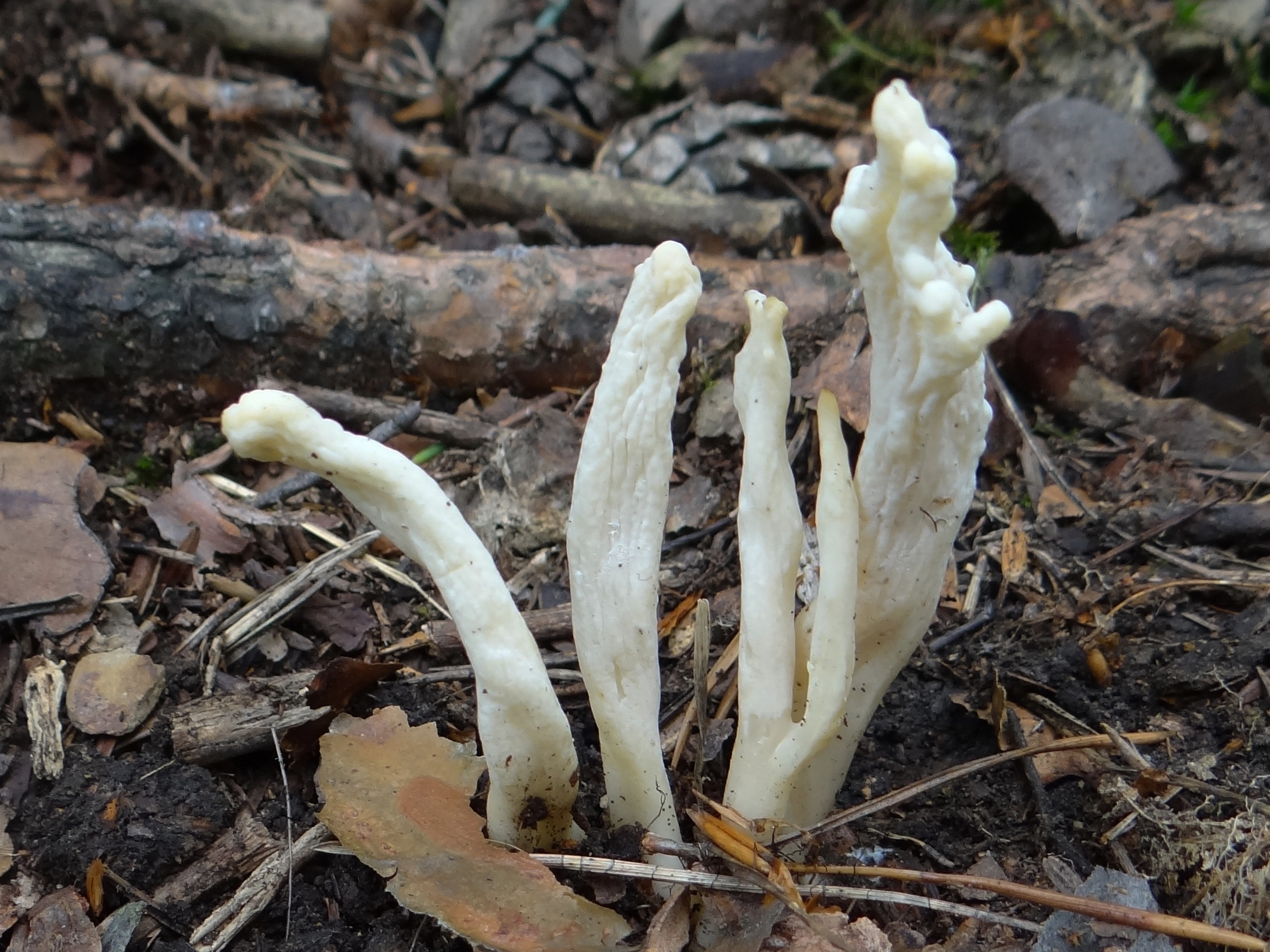
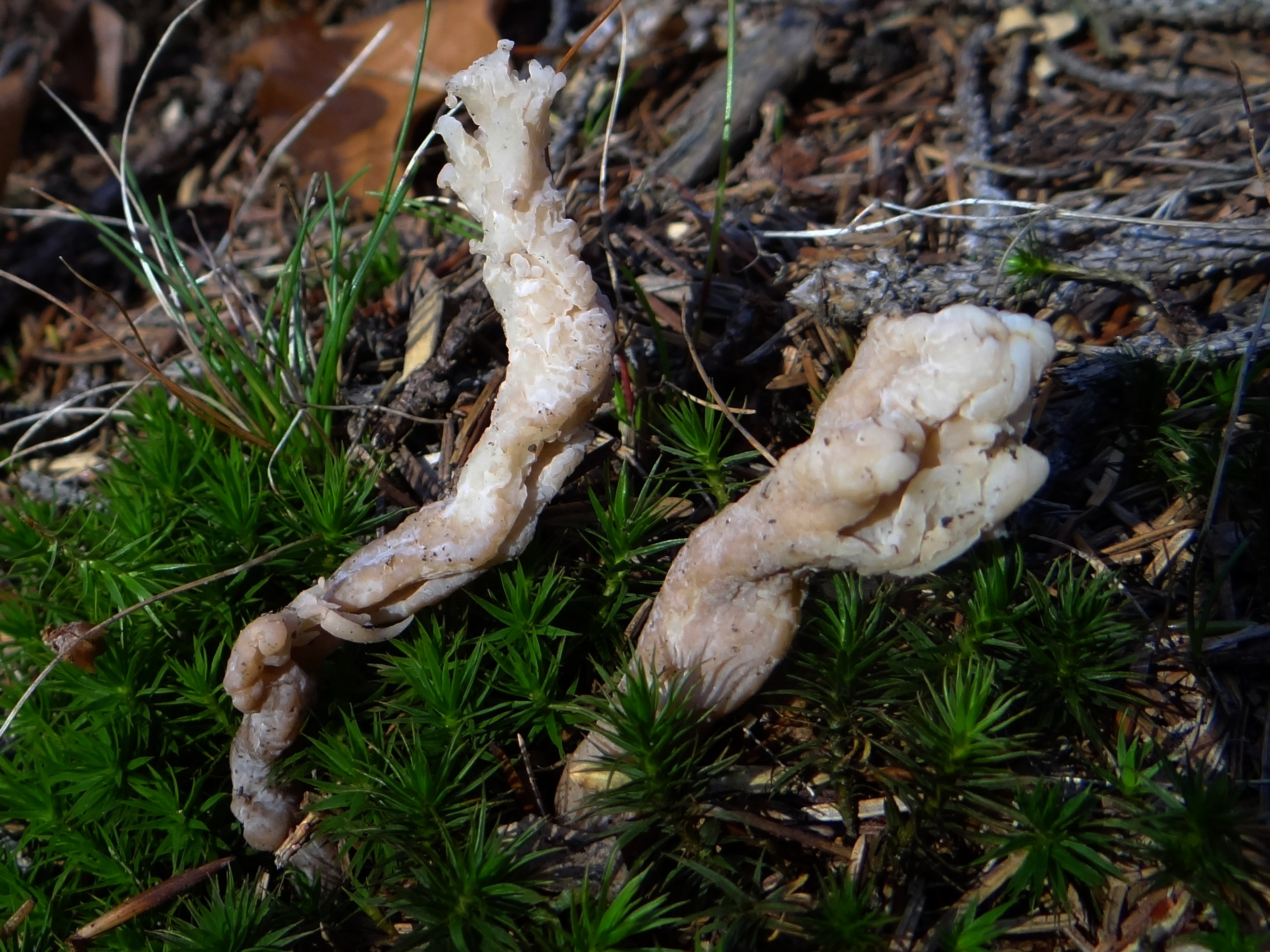
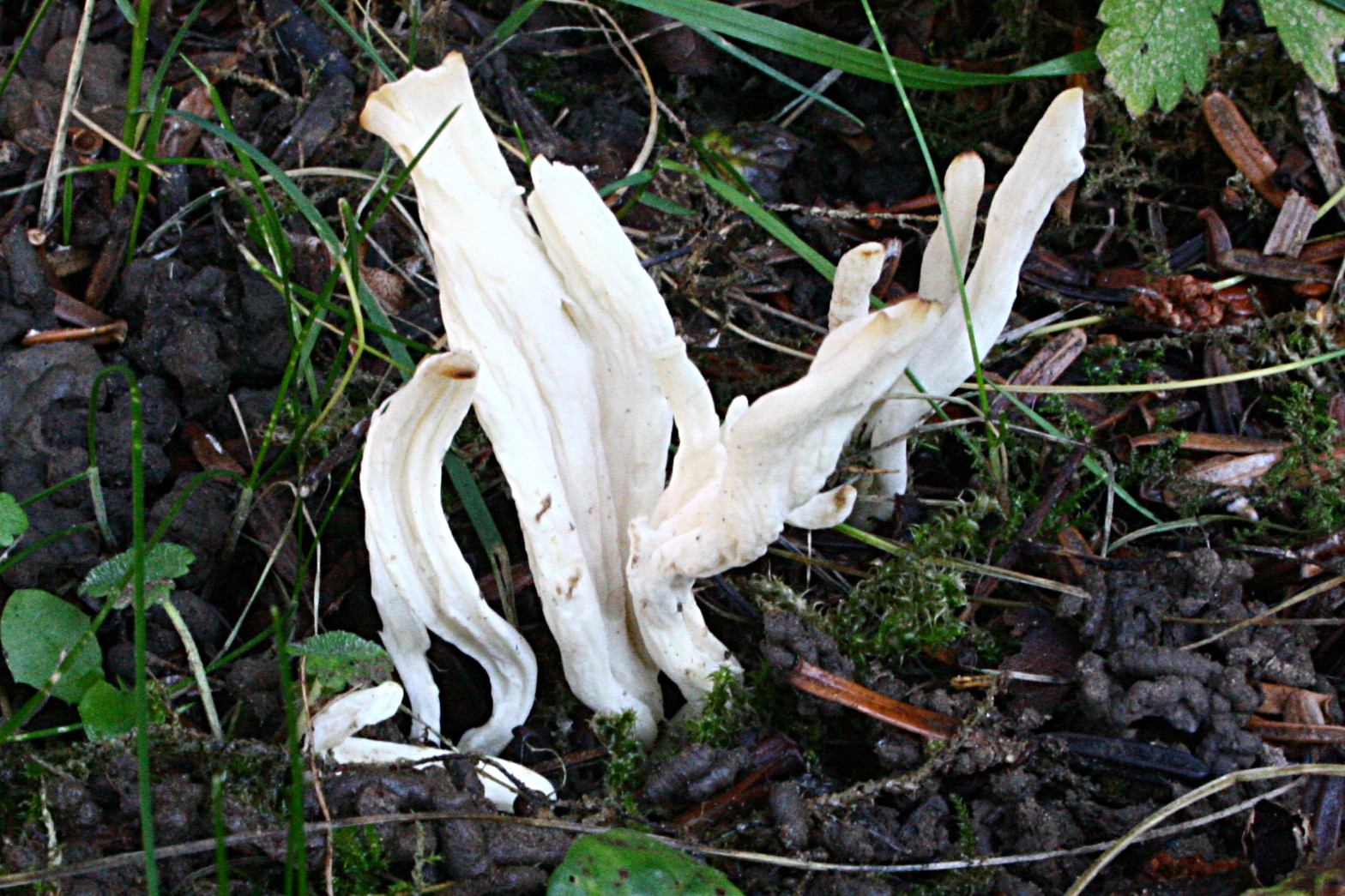
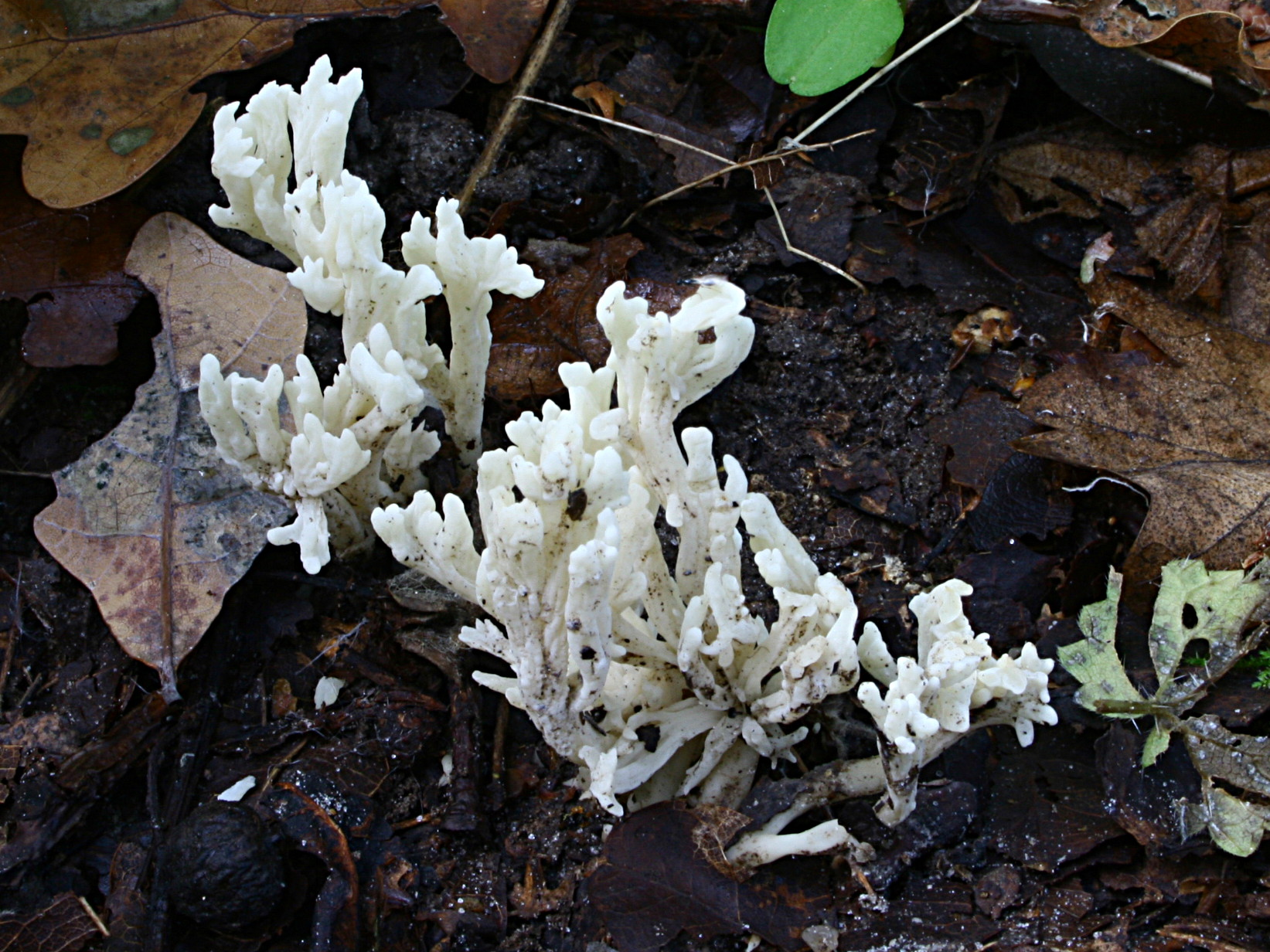